# 福佬村道

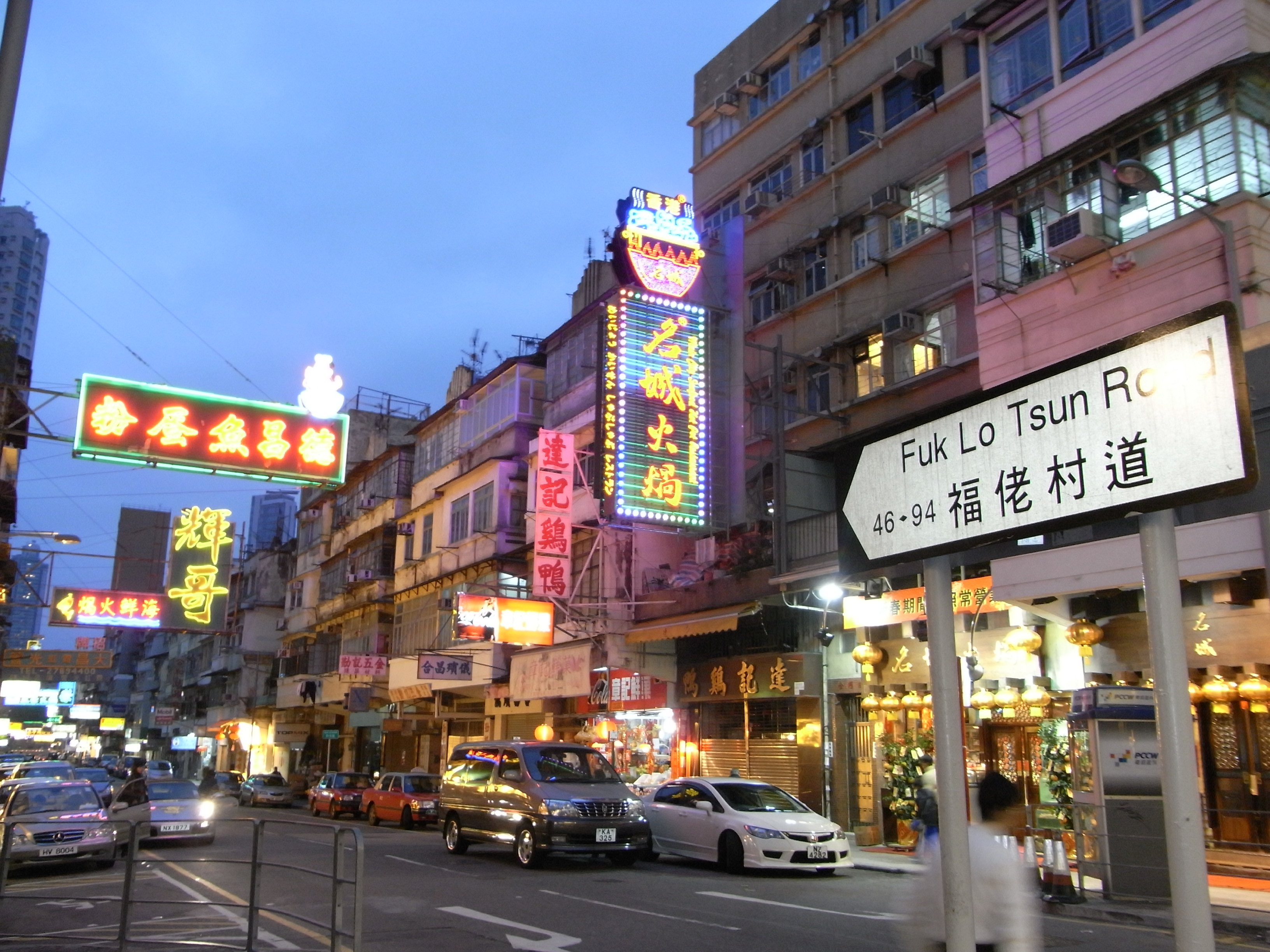
黃昏時份的福佬村道

福佬村道（英語：Fuk Lo Tsun Road）是一條位於香港九龍城的街道，名字來源自福佬村。福佬村道是一條南北縱向的道路，北接賈炳達道，南接太子道。

## 名字來源
1920年代初，福佬村道仍未開發，有數百名來自福建及廣東海豐縣、陸豐縣的人居住。當時來自福建的稱為「福佬」，海豐、陸豐的人稱為「鶴佬」。由於來自福建的村民較多，因此稱為福佬村。
九龍城區在1930年代的發展，福佬村亦被清拆，改闢道路。為了紀念道路的前身，便命名為福佬村道。

## 典故
福佬村道的轉角處還存留著一塊大理石，「佬」字被歲月蝕去了左半邊，剩下「老」，變成「福老村」。
福佬村道與獅子石道和侯王道是三條東西走向的平行街道。福佬村道與侯王道中間隔了一條獅子石道。當時的「佬」們，活動範圍被限制在獅子石道的一側；而侯王道居住生活的是所謂權貴們。
另一版本是現時的福佬村道並非最開始的福佬村所在地。據《九龍寨城志·卷十九》記載，原本的福佬村，位於距離現在的福佬村道約1.5公里處的海旁。居民都是爲了躲避戰亂，由福建沿海一帶南下，到了這個小漁村。其後，沿海一帶多了許多印度人和泰國人。人們開始劃分界線。

## 房地產
2017年9月7日，九龍城福佬村道67號以1.328億元售出，買家為銳廸有限公司。該公司董事包括恒基地產的李家誠及馮李煥瓊等。